# Мегатраєкторія
В еволюційній біології «мегатраєкторії» є основними еволюційними віхами та напрямками в еволюції життя.
Термін дано Ендрю Ноллом та Річардом К. Бамбахом у своїй статті 2000 року «Спрямованість в історії життя» («Directionality in the History of Life»). 
Нолл і Бембак стверджують, що приймають до уваги проблему прогресу в еволюційній історії. 
На їхню думку, особливості біологічної еволюції можуть бути досягнуті через ідею мегатраєкторії:
Ми вважаємо, що шість широких мегатраєкторій відображають суть змін в історії життя. Мегатраєкторії суворо впорядковані у логічній послідовності. Кожна наступна мегатраєкторія додає нові та якісні зміни. 

Згідно з Ноллом і Бамбахом, шість мегатраєкторій, окреслених біологічною еволюцією:
- виникнення життя, останній універсальний спільний предок
- прокаріоти, диверсифікація
- одноклітинні організми, еукаріоти, диверсифікація
- багатоклітинний організм
- наземні організми
- поява інтелекту та технології

Мілан М. Циркович (з АОБ) і Роберт Бредбері
,
спрогнозували концепцію мегатраєкторії на наступний етап, теоретизувавши, що існує сьома мегатраєкторія: постбіологічна еволюція, викликана появою штучного інтелекту, принаймні еквівалент. 
А також популяризували винахід кількох ключових технологій аналогічного рівня складності та впливу на навколишнє середовище, таких як молекулярна нанотехнологія та використання всієї енергії своєї зірки (Шкала Кардашова).